# Luis Mariano Rivera
Luis Mariano Rivera Font (Canchunchú, Municipio Bermúdez, Estado Sucre, Venezuela, 19 de agosto de 1906 - Carúpano, 15 de marzo de 2002) fue un cantante, músico, compositor, poeta y dramaturgo venezolano.

## Biografía
Su vida, como la de cualquier campesino de la zona de Paria, estuvo marcada por las carencias y necesidades que caracterizan la pobreza de las zonas rurales de Venezuela. Nació el 19 de agosto de 1906 y quedó huérfano a temprana edad. Llegó a ser peón de la hacienda de su propio padre y su educación formal fue sólo hasta el tercer grado de primaria. Sin embargo, a pesar de su condición de ser casi analfabeta,  fue perseverante por hacerse de otros conocimientos. A los 38 años, motivado por una corrección ortográfica que le hiciera un muchacho (había escrito «depocito de yelo» en vez de «depósito de hielo») decide ir a una escuela donde aprendió a leer y escribir bien.

### Vida artística
Por su parte la vida de músico, poeta y hasta de dramaturgo, pues Luis Mariano escribía obras de teatro, comienza a los 48 años de edad. Él relataba que fue siendo «un viejo» cuando logró «meter un poco de luz» en su pensamiento y fue así como la música y los versos empezaron a dibujar su existencia. 
Se le conoció como un músico autodidacta y un hombre de pocas palabras, pero de gran sensibilidad, Rivera solía decir que su primer encuentro con la música fue por pura casualidad: «Fue un diciembre. Mis amigos querían cantar una nueva parranda, pero no tenían idea de por dónde empezar, así que escribí una canción para ellos».
Hasta el continente asiático supo del arte de Luis Mariano Rivera, pues el no menos famoso Paul Mauriat versionó la canción Juana Francisca y la convirtió en un éxito de la música instrumental en Japón. Otro motivo de orgullo para el poeta fue la versión de Canchunchú Florido que hiciera la Orquesta Filarmónica de Londres.

## Reconocimientos

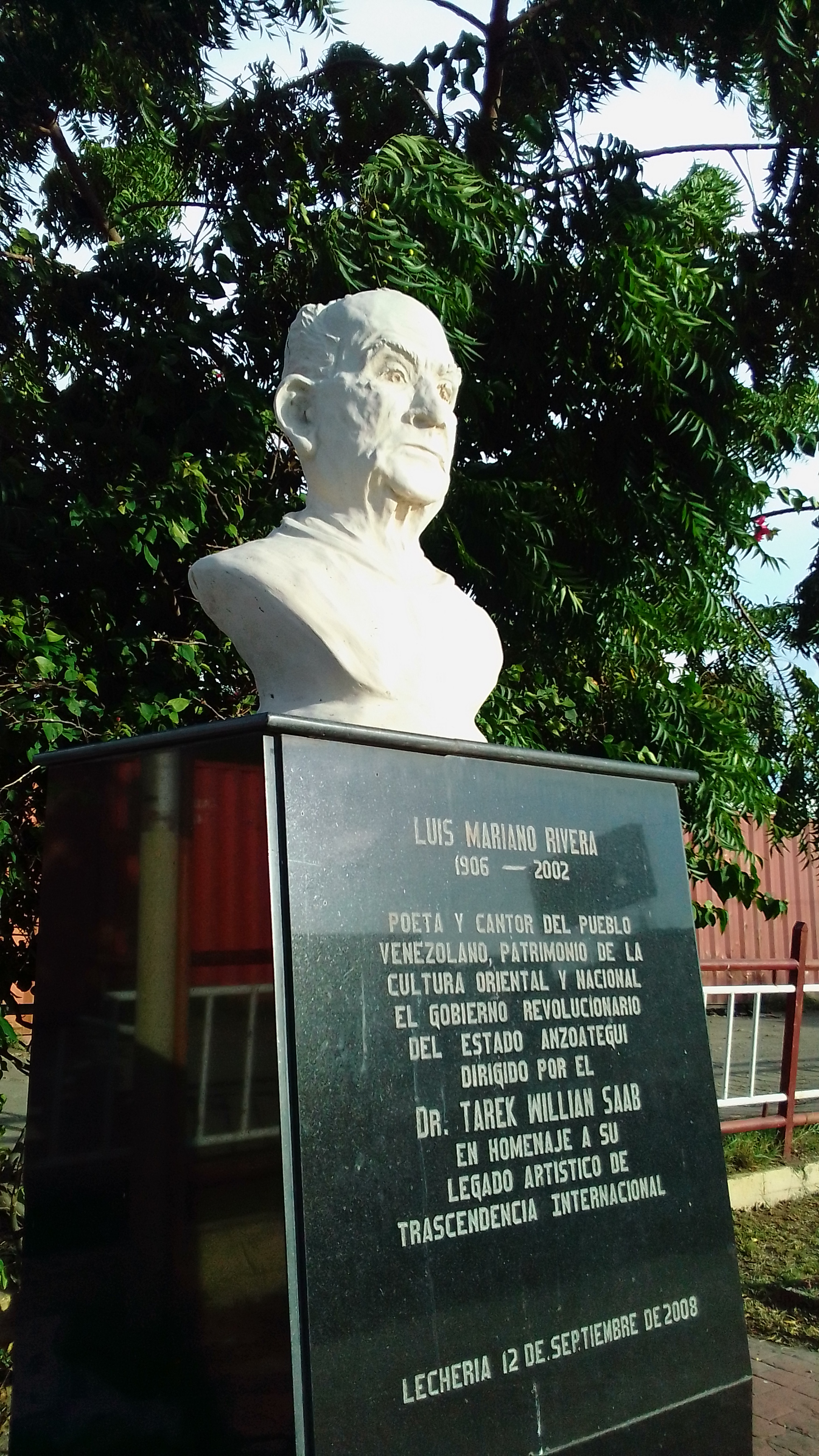
Busto de Luis Mariano Rivera

No en vano han venido los reconocimientos a su vida artística. La Fundación Pampero, la Universidad de Oriente, Cementos Caribe y la Fundación Tradiciones Caraqueñas han realizado producciones discográficas antológicas para enaltecer las creaciones del «Cantor de carrachucha».
Del mismo modo, la vida de este oriental ha inspirado canciones como A Luis Mariano, del musicólogo Rafael Salazar y La canción de Luis Mariano, del siempre recordado Alí Primera.
Así mismo, distintos colegios universitarios y universidades de Venezuela le han otorgado la distinción de profesor honoris causa. La Universidad de Oriente, del Instituto Universitario Tecnológico Jacinto Navarro Vallenilla, el Colegio Universitario de Carúpano y la Universidad Central de Venezuela, a través de la Orden José Félix Ribas, han homenajeado merecidamente al poeta.
Luis Mariano también ha sido distinguido con las órdenes: Francisco de Miranda, Andrés Bello y Antonio José de Sucre, todas en su primera clase, que otorga la presidencia de Venezuela.
Llevan su nombre la Universidad Politécnica Territorial de Paria Luis Mariano Rivera de Carúpano y el Teatro Luis Mariano Rivera de Cumaná.

## Composiciones
Existen varias canciones que han sido interpretadas por músicos como Morella Muñoz, Jesús Sevillano, Gualberto Ibarreto, Juan Carlos Salazar, Cecilia Todd, Lilia Vera y Simón Díaz, y grupos como Serenata Guayanesa y Un Solo Pueblo.
El biógrafo Rafael Salazar escribió en su libro Luis Mariano Rivera, poeta y cantante de Canchunchú Express: 

Pocos poetas y músicos populares han tenido el privilegio de ser reconocido por mucha gente, las instituciones regionales y nacionales